# قانون كريشام

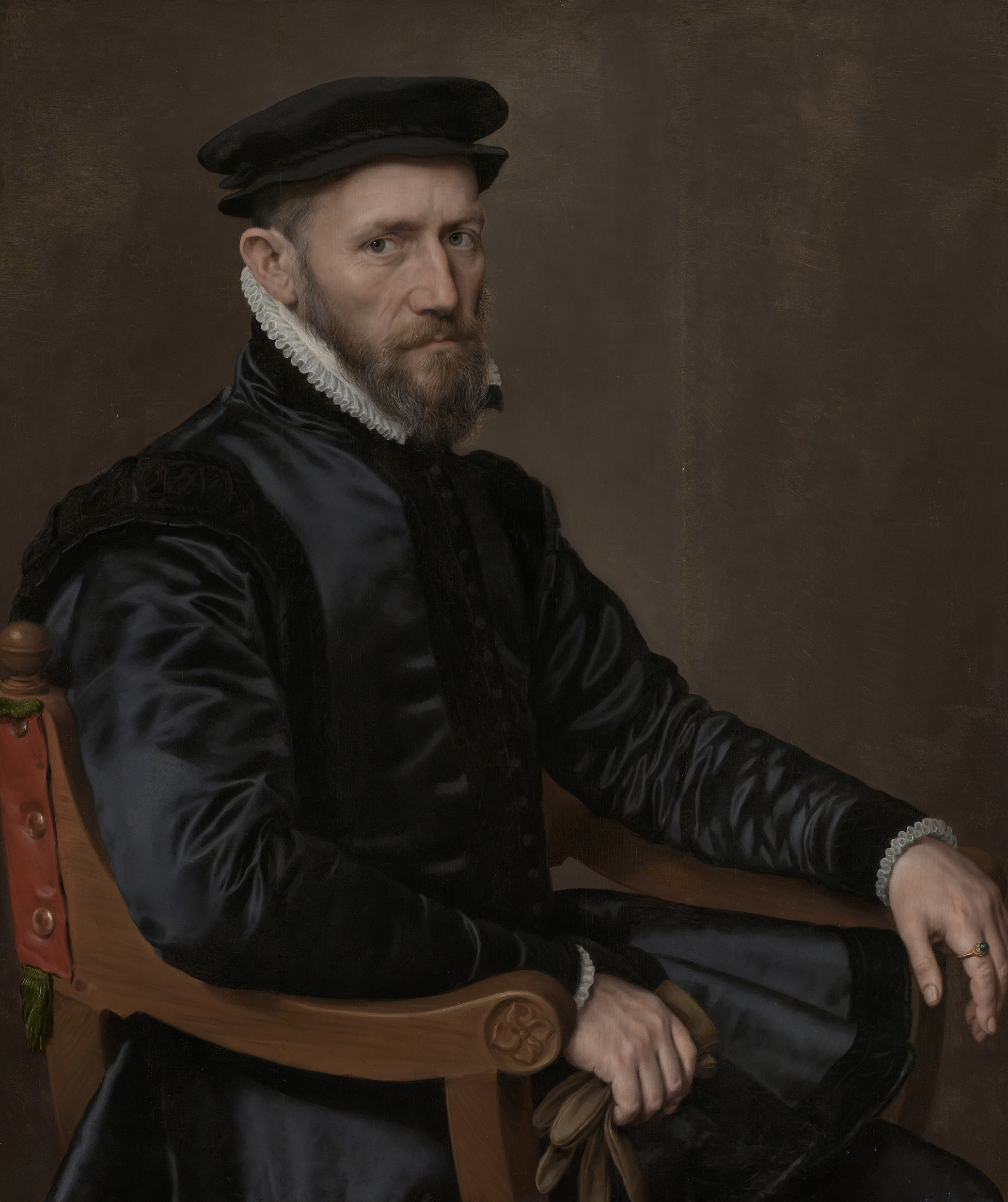
توماس غريشام 1519-1579

قانون كريشام (بالإنجليزية: Gresham's Law)، وهو قانون علمي اقتصادي مشهور كان له دوره في النظم النقدية عرف باسم قـائله السير توماس غريشام مستشار ملكة إنكلترا، وقد سبقه المؤرخ المقريزي (1364-1442م) إلى اكتشاف هذا القانون بنحو قرنٍ ونصف القرن وتحدث عنه في رسالته «إغاثة الأمة في كشف الغمة». ويتلخص هذا القانون في العبارة الشهيرة (النقود الرديئة تطرد النقود الجيدة من السوق)، ذلك أنه حيث يجري تداول نوعين من النقود القانونية أحدهما رديء والآخر جيد فإن الرديء يطرد الجيد من التداول بين الناس. لاحظ جريشام في إنكلترا أنه كلما ضربت نقود جديدة لتحل محل نقودٍ قديمةٍ متحاتة، فإن النقود الجديدة لاتلبث أن تختفي من التداول، ويعود السبب إلى أنه طالما كان لنوعي النقود القوة الشرائية نفسها بحيث يكون للشخص مطلق الخيار بينهما في أداء ما عليه من ديونٍ أو التزاماتٍ نقدية فإنه يعمل على تسديدها بالعملة الرديئة محتفظاً بالعملة الجديدة لديه بعيداً عن التداول في السوق، ولايستعمل سوى العملة الرديئة في مدفوعاته، ويكون الدائن ملزماً بقبولها لأن لهما القوة الشرائية نفسها، ولو رفض الدائنون ذلك وطلبوا العملة الجديدة لعمل القانون بشكل عكسي، بحيث تصبح العملة الجديدة هي التي تطرد العملة الرديئة، وتستخدم النقود الجيدة عادةً لأغراضٍ عدةٍ منها:
- تسوية الديون الخارجية.
- الاكتناز والادخار.
- الأغراض الصناعية.
- التحويل إلى سبائك.

ومن الحالات التي يطبق عليها هذا القانون:
- إذا ضربت النقود الجديدة لتحل محل القديمة المتحاتة فإن النقود الجديدة التي يكون وزنها كاملاً تختفي من التداول لاستخدامها للأغراض المذكورة أعلاه وبذلك تبقى في التداول النقود الرديئة فحسب.
- إذا ضربت نقود جديدة تشتمل على كمية من المعدن الخالص أقل مما تشتمل عليه النقود القديمة التي تتعادل معها بالقيمة الاسمية. فإن النقود القديمة تبدأ بالاختفاء من التداول في السوق، ولاتبقى سوى النقود الجديدة، وقد حدثت مثل هذه الظواهر عبر التاريخ أيام الرومان وفي القرون الوسطى عندما كان الحكام يسكون النقود بأوزان مختلفةٍ أقل من أوزانها القديمة كلما اضطربت الأحوال الاقتصادية وقلّت مواردهم.
- إذا وجدت في التداول نقود ورقية رخيصة إلى جانب النقود المعدنية فإن الأولى تطرد الثانية من التداول في السوق. شاعت هذه الظاهرة خلال الحرب العالمية الأولى عندما كانت تختفي النقود الذهبية كلما طرح إصدارٌ نقدي من الورق الرخيص. وتجدر الملاحظة أنه طالما أمكن صرف النقود الورقية بالنقود المعدنية الرئيسية فإن قيمة النقدين تبقى واحدة، إذ لايكون في الواقع سوى نقود واحدة هي المعدنية. وكل ما في الأمر انها تتداول أحيانا كعملةٍ معدنية وأحياناً كعملةٍ ورقية، حتى إذا ما تقرر عدم قابلية التبديل أي صرف النقود الورقية بالمعدنية فإن النقود الورقية لاتلبث أن تصبح رديئةً وتختفي النقود المعدنية التي هي نقود جيدة لأنها تحتفظ بقيمتها في ذاتها بعكس الأوراق النقدية.
- إذا توافر ضرب النقود لكل من معدني الذهب والفضة على أساس نسبة قانونية معينة بينهما، ثم أضحت هذه النسبة لاتتفق مع أسعار السوق التجارية، فإن مسكوكات المعدن الذي هبطت قيمته في السوق لاتلبث أن تطرد مسكوكات المعدن الذي ارتفعت قيمته، وقد شاعت هذه الظاهرة في البلدان التي كانت تتبع نظام المعدنين.[1] [والحقيقة إن لهذا القانون ظواهر أخرى الآن حيث شاعت النقود الورقية، فعند تدهور العملة المحلية مقابل العملات الأجنبية كالدولار واليورو، فسنلحظ اختفاء العملات الأجنبية من السوق مما يؤدي لارتفاع إضافي في قيمها مقابل العملة المحلية].